# Règle de remplacement
En logique, une règle de remplacement,, est une règle d'inférence appliquée à une portion d'une expression. Un système logique peut être construit à l'aide d'axiomes, de règles d'inférences — parfois, les deux — en utilisant des formules logiques. On distingue une règle d'inférence d'une règle de remplacement en ce que la première s'applique sur toute une formule logique, tandis que la seconde ne s'applique que sur une portion de celle-ci. Les règles de remplacement sont utilisées en calcul des propositions pour manipuler des énoncés.
On compte, parmi les règles de remplacement, les lois de De Morgan, la commutativité, l'associativité, la distributivité, la double négation, la transposition, les lois de l'implication matérielle, les tautologies, etc.